# أرض السودا
أرض السودا  هي إحدى القرى اللبنانية من قرى قضاء راشيا في محافظة البقاع.
والتسمية نسبة لسواد لون تربة في تلك الأراضي.